# Percurso livre médio

Movimento browniano de uma partícula em duas dimensões.

Em mecânica estatística e teoria cinética dos gases, percurso livre médio  ou  caminho livre médio é  a distância média ou o espaço médio percorrido entre duas colisões sucessivas das moléculas de um gás. Essa teoria também é válida para fótons ou átomos.
As moléculas  de um gás  estão em constante movimento, chocando-se umas com as outras, e a  temperatura do gás é função da energia cinética dessas moléculas.
Pode-se pensar na existência do caminho livre  médio imaginando que um frasco de perfume é aberto de um lado de uma sala.
A 300 kelvin, a raiz da velocidade quadrática média das moléculas de ar é de 432 metros por segundo. Entretanto, sabe-se que o perfume leva um tempo muito maior do que o tempo mínimo necessário para percorrer o comprimento da sala nessa velocidade (e em alguns casos nem chega ao outro lado). Isto ocorre porque há colisões aleatórias. Na figura ao lado, pode-se analisar a distância média entre as trocas de direções de uma partícula (ilustrada pelo movimento browniano).

## Cálculo do percurso livre médio
O percurso livre médio é calculado multiplicando-se a velocidade média das partículas do gás pelo tempo entre as colisões:
{\displaystyle \ell =vt\,}
sendo v a velocidade média das moléculas que será proporcional à raiz quadrada da temperatura e inversamente proporcional à raiz da massa da molécula e t o tempo médio entre colisões o qual depende fundamentalmente da densidade do gás.
Se pode estimar mediante a expressão:
{\displaystyle \ell ={\frac {1}{n\sigma }}}
Onde n é o número de moléculas por unidade de volume e σ é a seção eficaz de dispersão.

## Percurso livre médio nateoria cinética dos gases

O choque de duas moléculas de raio "r" e diâmetro "d" pode ser aproximado por uma molécula com diâmetro "2d" e outras puntuais. Abaixo um cilindro varrido por essa molécula em um certo intervalo de tempo.

Na teoria cinética dos gases, o percurso livre médio de uma partícula, tal como uma molécula, é a distância média que a partícula percorre entre colisões com outras partículas em movimento. A fórmula {\displaystyle \ell =(n\sigma )^{-1},} ainda sustenta-se para uma partícula com uma alta velocidade relativa às velocidades de um conjunto de partículas idênticas com localizações aleatórias. Se, por outro lado, as velocidades das partículas idênticas tem uma distribuição de Maxwell de velocidades, a seguinte relação se aplica:
{\displaystyle \ell =({\sqrt {2}}\,n\sigma )^{-1}.\,}
Outra maneira de perceber o percurso livre médio, é imaginar duas moléculas chocando-se (figura ao lado). Cada molécula possui raio {\displaystyle r} e diâmetro {\displaystyle d}. Para ocorrer uma colisão, é preciso que os centros das duas moléculas estejam a uma distância igual ao diâmetro. Por simplificação, supõe-se que apenas uma outra molécula, de raio {\displaystyle 2r} e  diâmetro   {\displaystyle 2d},  está se movendo. Nesse caso, quando a molécula em questão move-se por um certo período de tempo {\displaystyle t}, ela varre um cilindro com volume igual a {\displaystyle d^{2}\pi v\Delta t}. O número de moléculas no interior desse cilindro é igual ao número de colisões; logo, multiplicando-se o resultado anterior por {\displaystyle n/V}, que representa a concentração de moléculas, onde {\displaystyle n} é o número de moléculas e {\displaystyle V} é o volume total, obtém-se o número de colisões. Sendo {\displaystyle v\Delta t} a distância percorrida, tem-se que:
{\displaystyle \ell ={\frac {v\Delta t}{d^{2}\pi v\Delta t{\frac {n}{V}}}}={\frac {1}{d^{2}\pi {\frac {n}{V}}}}}
Percebe-se que {\displaystyle \ell } é inversamente proporcional a {\displaystyle n/V}, ao quadrado do diâmetro da molécula, {\displaystyle d^{2}}. O fator quadrado deriva da seção de choque. Para retirar a simplificação -se de que apenas uma molécula está em movimento acrescenta-se um fator {\displaystyle {\sqrt {2}}} proveniente da distribuição de Boltzmann e finalmente obtém-se:
{\displaystyle \ell ={\frac {1}{{\sqrt {2}}d^{2}\pi {\frac {n}{V}}}}} 

## Percurso livre médio em física nuclear
Modelos de partículas independentes em física nuclear exigem uma órbita imperturbável de um nucleon antes de interagir com outros núcleos. Blatt e Victor Weisskopf , no seu livro de 1952 "Theoretical Nuclear Physics" (pág. 778) escreveu "O percurso livre médio eficaz de um núcleon em matéria nuclear deve ser um pouco maior do que as dimensões nucleares, para permitir o uso  do modelo de partícula independente. Este requisito parece estar em contradição com os pressupostos feitos na teoria ... Aqui estamos diante de  um dos problemas fundamentais da física da estrutura nuclear, que ainda tem de ser resolvido." (Citado por Norman D. Cook em "Modelos do núcleo atômico" Ed.2 (2010) Springer, no capítulo 5, "O percurso livre médio de Nucleons em núcleos").

## Percurso livre médio na óptica
Se alguém toma uma suspensão de luz não absorvendo partículas de diâmetro d, com uma fração Φ volume, o caminho livre médio  dos fótons é:
{\displaystyle \ell ={\frac {2d}{3\Phi Q_{s}}}}
onde {\displaystyle Q_{s}} o fator de eficiência de dispersão. {\displaystyle Q_{s}} pode ser simplificada numericamente por partículas esféricas, graças à teoria de Mie.

## Percurso livre médio na acústica
Em uma cavidade vazia, o percurso livre médio de uma única partícula saindo de suas paredes é:
{\displaystyle \ell ={\frac {4V}{S}}}
onde {\displaystyle V} é o volume da cavidade e {\displaystyle S} é a área da superfície total, dentro da cavidade. Esta relação é utilizada na derivação da fórmula de Sabine em acústica, usando uma aproximação geométrica de propagação do som.

## Exemplos
Uma aplicação clássica do percurso livre médio é estimar o tamanho dos átomos ou moléculas. Outra aplicação importante é estimar a resistividade de um material a partir do percurso livre médio dos seus elétrons .
Por exemplo, para as ondas sonoras em um recinto, o caminho livre médio é a distância média da onda entre as reflexões nas paredes da sala.
Pode-se também definir a opacidade de um material através da distância média que um fóton viaja (livre percurso médio) em um meio antes de sua absorção ou dispersão.
A preparação de amostras de alta qualidade analisadas no microscópio eletrônico de transmissão depende do percurso livre médio.
O livre percurso médio, também se mostra útil na determinação da massa crítica (a quantidade de massa necessária para manter uma reacção nuclear em cadeia autossustentada).